# Xylencyanol
Xylencyanol, systematische Bezeichnung nach Colour Index Acid Blue 147, ist eine chemische Verbindung aus der Gruppe der Triphenylmethanfarbstoffe.

## Eigenschaften
Xylencyanol ist ein dunkelgrüner Feststoff. In verdünnter Lösung ist er aquamarinfarben, woher die Bezeichnung Xylencyanolblau stammt.

## Verwendung
Xylencyanol wird als Farbstoff zur Markierung der Laufmittelfront bei einer  Agarose- oder Polyacrylamid-Gelelektrophorese im Probenpuffer verwendet. Es hat zwei negative und eine positive Ladung und wandert aufgrund der negativen Nettoladung in die gleiche Richtung wie DNA, so dass die Wanderung der Moleküle durch das Gel angezeigt werden kann. Einsatzkonzentrationen liegen meistens um 0,01 bis 0,1 g/l. Die Wanderungsgeschwindigkeit variiert mit Gel-Zusammensetzung. In einem Agarose-Gel läuft es bei einprozentiger Agarosekonzentration (m/V) wie 4000 bis 5000 bp, bei zweiprozentiger Konzentration wie 800 bp. Bei sechsprozentigen Polyacrylamidgelen entspricht Xylencyanol 240 bp und in zehnprozentigen 120 bp. Die Verbindung bewegt sich aufgrund ihrer vier zusätzlichen Methylgruppen und der damit reduzierten Hydrophilität langsamer als das ebenfalls als Farbstoff verwendete Bromphenolblau und damit mit größeren DNA-Fragmenten.
Xylencyanol wird auch als Redox-Indikator bei der Titration von Arsen(III)-, Cer(IV)- und Eisen(II)-Verbindungen sowie von Hexacyanoferrat(II) eingesetzt.